# Catalyseur d'énergie de Rossi et Focardi
Le catalyseur d'énergie, ou E-Cat (pour « Energy Catalyzer »), est un appareil supposément inventé en 2010 par deux Italiens, Andrea A. Rossi et le professeur Sergio Focardi (it). Cet appareil aurait eu pour but de fournir de l'énergie à partir d'un procédé de fusion froide. L'appareil serait, selon ses créateurs, le premier équipement destiné à l'usage domestique de fusion froide du nickel.
Après plus de six ans d'étude et plusieurs millions d'euros investis, le fonctionnement de l'E-cat n'a pas été démontré par Rossi ni ses partenaires selon les standards de la communauté scientifique. L'invention bien que brevetée, n'est pas reconnue par la communauté scientifique, qui d'ailleurs ne voit en la fusion froide qu'une pseudo-science.
Actuellement[Quand ?] le projet est arrêté. Son initiateur, Andrea Rossi, une personne déjà impliquée dans des arnaques,[source insuffisante],, est en procès contre le dernier investisseur du projet, Industrial Heat.

## Historique
Le catalyseur d'énergie relève de travaux personnels de Rossi et de travaux d'universités italiennes (principalement l'université de Bologne), impliquant initialement le biophysicien Francesco Piantelli (1989), Sergio Focardi, rejoints ensuite par Roberto Habel, membre de l'INFN.  C'est en 1994 qu'est annoncée la mise au point d'un processus de production d'énergie par des réactions nucléaires à basse énergie (LENR). Comme les réacteurs suivants, le catalyseur de Rossi, nommé alors E-cat, utilise une barre de nickel, maintenue par une résistance électrique à environ 200-400 °C, et chargée. Le chauffage est arrêté quand la réaction supposée LENR s'est déclenchée. Le procédé a fait l'objet d'une demande de brevet par Piantelli en 1995. Un article est publié en 2010.
Le 14 mars 2012, une demande de brevet est déposée au US Patent Office sous le no US 9,115,913 B1, le brevet sera attribué le 25 août 2015.
Divers partenariats commerciaux annoncés ont connu des revirements : Brillouin Energy (Californie, États-Unis), nicHenergy (du professeur italien Francisco Piantelli), Defkalion Green Technologies S.A (Chypre) qui a d'abord coopéré avec A. Rossi début 2011 puis s'est écartée à la suite d'un différend financier, AmpEnergo (novembre 2011, États-Unis), ou Phonon Energy et l'université de Seattle (2015, États-Unis). Un dernier partenariat concerne une société américaine, Industrial Heat : noué à partir de 2012, celui-ci portait sur un investissement de onze millions de dollars versés en 2013 à Andrea Rossi pour un premier test de vingt-quatre heures, et se soldera par une plainte de Rossi (procès en cours[Quand ?]) au sujet d'un accord de 89 autres millions de dollars pour un test industriel d'un an, lequel n'a pas fait l'objet d'un rapport public malgré une annonce de succès.

## Critiques et controverses
Aucun organisme de recherche académique ou privé n'a soutenu de façon durable l'invention et l'appareil de production d'énergie.
L'invention a été critiquée dès le début sur les plans technique et théorique, et la controverse s'est étendue sur les plans financier et humain. L'invention « de Rossi », son E-cat sont pour l'instant considérés comme des erreurs scientifiques. Andrea Rossi a eu un doctorat en Philosophie en 1975 à Milan, il a ensuite démarré une activité en récupération d'énergie de déchets ; son activité académique en physique a commencé en 2007.
En 2011, Rossi et Focardi n'avaient toujours trouvé aucun journal scientifique avec évaluation par les pairs désireux de publier leur article décrivant le fonctionnement  de leur machine.
À propos des chercheurs de l'université de Bologne qui étaient présents en tant qu'observateurs lors de certaines expérimentations sur l'ECAT : le 5 novembre 2011, l'université de Bologne affirme qu'ils n'ont pas été impliqués dans les démonstrations et qu'aucune des expérimentations n'a eu lieu à l'université,,,.
Peter Ekström, conférencier au département de physique nucléaire à l'université de Lund en Suède, conclu en mai 2011 : « Je suis convaincu que toute cette histoire n'est qu'une vaste escroquerie, et que tout sera révélé dans moins d'une année. » Il cite entre autres l'invraisemblance qu'une réaction chimique puisse être assez forte pour vaincre la barrière coulombienne, l'absence de rayonnements gamma, l'absence d'explication sur l'origine de l'énergie supplémentaire, l'absence de la radioactivité attendue après la fusion d'un proton avec 58Ni, la présence inexpliquée de 11 % de fer dans les restes de combustible, les 10 % de cuivre dans les restes de combustible ayant étrangement le même ratio isotopique que le cuivre naturel, et l'absence de tout isotope instable de cuivre dans les restes de combustible, comme si le réacteur ne produisait que des isotopes stables.
Kjell Aleklett, professeur de physique à l'université d'Uppsala, remarque que le pourcentage de cuivre est trop haut pour toutes les réactions de nickel connues, et que le cuivre a le même ratio isotopique que le cuivre naturel. Il affirme également : « Les réactions chimiques connues ne peuvent expliquer la quantité d'énergie mesurée. Une réaction nucléaire pourrait expliquer cette quantité d'énergie, mais les connaissances que nous avons aujourd'hui impliquent qu'elle ne peut pas avoir lieu ».
Selon PhysOrg, au 11 août 2011, les démonstrations tenues de janvier à avril 2011 comportent de nombreux défauts méthodologiques qui compromettent leur crédibilité et Rossi a refusé d'effectuer les tests nécessaires qui auraient permis de confirmer ses affirmations.
Hanno Essén (sv), professeur associé de physique théorique, et Sven Kullander (en), président du comité de l'énergie de l'Académie des Sciences de Suède, ont écrit dans un rapport à propos de l'ECAT : « Puisque nous n'avons pas accès au design interne du conteneur de carburant et n'avons aucune information sur le bouclier de plomb extérieur et le système de refroidissement à eau, nous ne pouvons faire que des commentaires d'ordre très général », et « Tout processus chimique qui produirait 25 kWh à partir de n'importe quel carburant dans un conteneur de 50 cm3 peut être écarté ».
James Randi, lors d'une discussion sur l'E-Cat dans le contexte de précédentes affirmations sur la fusion froide, prédit que l'affaire se révèlera finalement ne pas fonctionner comme prétendu. Commentant une affirmation faite par Rossi, qui disait ne pas être prêt pour une investigation académique complète — cela étant dû au fait qu'il ne détenait pas encore un brevet complet —, le Doyen des Sciences de l'université du Massachusetts Lowell Robert Tamarin a déclaré que « C'est cohérent avec le fait que ça ne marche pas, mais c'est aussi cohérent avec une machine qui marcherait très bien ».
L'astrophysicien théorique Ethan Siegel (en) et le physicien nucléaire Peter Thieberger soutiennent que les prétentions pour l'E-Cat sont incompatibles avec les fondements de la physique nucléaire. En particulier, la barrière coulombienne pour la réaction de fusion est si haute qu'elle est insurpassable où que ce soit dans l'Univers, y compris au cœur des étoiles. La réaction devrait également créer des radiations gamma qui devraient pénétrer les quelques centimètres de blindage de la machine, entraînant des syndromes d'irradiation aiguë chez les personnes impliquées dans les démonstrations. Compte tenu des nombreuses incohérences scientifiques, telle que le ratio des isotopes de cuivre dans le « résidu de fusion » qui est identique à celui du cuivre naturel, les auteurs soutiennent qu'il est temps à présent « pour les tenants de l'E-Cat de fournir des résultats scientifiques démontrables, testables et reproductibles qui puissent répondre à ces objections physiques de base. » Le théoricien en physique nucléaire Yeong E. Kim (de) de l'université Purdue a proposé un mécanisme théorique potentiel expliquant les résultats rapportés de l'appareil, mais a remarqué que, pour confirmer son hypothèse, « il est très important de conduire de nouvelles expériences de manière indépendante ». Kim avait auparavant mis en avant son hypothèse pour expliquer les résultats de l'expérience de fusion froide discréditée de Fleischman et Pons en 1989.